# أوين هاردي
أوين هاردي (بالإنجليزية: Owen Hardy)‏ هو عسكري نيوزيلندي، ولد في 31 يوليو 1922، وتوفي في 4 يناير 2018 بسبب إنفلونزا.